# Karl-Heinz Vosgerau
Karl-Heinz Vosgerau am Bochumer Schauspielhaus 1972

Link zum Bild

Karl-Heinz Vosgerau (* 16. August 1927 in Kiel; † 4. Januar 2021 in Wolfenbüttel) war ein deutscher Schauspieler.

## Biografie
Vosgerau besuchte die Schauspielschule Kiel und nahm zudem privaten Schauspielunterricht bei Bernhard Minetti. 1948 gab er sein Bühnendebüt als Jupiter in Molières Amphitryon in Lüneburg. Es folgten Theaterengagements in Kiel, Lübeck, Lüneburg, Braunschweig, Düsseldorf, Wuppertal, am Deutschen Schauspielhaus Hamburg, in Berlin und Bochum sowie mit verschiedenen Tourneetheatern.
Vosgerau hatte in dem 1956 erschienenen Filmdrama Das Dorf in der Heide unter der Regie von Hans Müller-Westernhagen seinen ersten Filmauftritt. Bereits seit den 1970er Jahren trat der Schauspieler zunehmend in Film- und Fernsehproduktionen auf. In der dreiteiligen Fernseh-Miniserie Wie ein Blitz nach Francis Durbridge spielte er neben Ingmar Zeisberg, Albert Lieven und Paul Hubschmid eine der Hauptrollen. Regie führte Rolf von Sydow. In der sechsteiligen Fernseh-Science-Fiction-Miniserie Die Wächter (1986) nach dem dystopischen gleichnamigen Roman des englischen Autors John Christopher, der von einer in zwei Klassen geteilten Gesellschaft erzählt, spielte Vosgerau in drei Folgen die Rolle des Frank Gifford. In Die Schwarzwaldklinik spielte er 1987 in mehreren Folgen die Rolle des Prof. Breeken und zu Beginn der Familiensaga Das Erbe der Guldenburgs (1987) den Patriarchen Martin Graf von Guldenburg. In der Urlaubsserie Hotel Paradies (1990) verliebte sich Vosgerau in seiner Rolle als Dr. Andreas Helm über vier Folgen in die von Irina Wanka gespielte Katinka Neumann, eine sehr viel jüngere Frau.
In der Krimiserie M.E.T.R.O. – Ein Team auf Leben und Tod (2006), in der eine neu gebildete Einsatzgruppe in der ganzen Welt unterwegs ist, um Krankheitsherde einzudämmen, war Vosgerau in zwei Folgen als Professor Sebastian Hansen besetzt. In dem 2007 ausgestrahlten Fernsehfilm aus der Inga-Lindström-Reihe Emma Svensson und die Liebe spielte Vosgerau in seiner letzten Rolle einen Butler, der der von Heide Keller verkörperten Unternehmerin treu zur Seite steht, bis sie etwas tut, das er nicht mittragen kann und will.
Vosgerau spielte unter einigen der einflussreichsten Regisseure dieser Zeit wie Peter Zadek (Der Pott, Die wilden Fünfziger), Rainer Werner Fassbinder (Acht Stunden sind kein Tag, Welt am Draht), Volker Schlöndorff (Die verlorene Ehre der Katharina Blum) und Jiří Menzel (Die Schokoladen-Schnüffler). Außerdem übernahm er regelmäßig Gastrollen in Fernsehserien wie Ein Fall für zwei, Der Alte, Derrick und in drei Folgen der Reihe Das Traumschiff.
Karl-Heinz Vosgerau lebte zuletzt im niedersächsischen Wolfenbüttel, wo er 93-jährig am 4. Januar 2021 starb. Er war verheiratet und hatte einen Sohn.

## Filmografie (Auswahl)
- 1956: Das Dorf in der Heide
- 1970: Wie ein Blitz
- 1971: Der Pott (Fernsehfilm nach Tankred Dorst)
- 1972: Acht Stunden sind kein Tag (Fernsehfünfteiler)
- 1973: Welt am Draht (zweiteiliger Fernsehfilm nach dem Science-Fiction-Roman von Daniel F. Galouye)
- 1973: Kleiner Mann – was nun? (Fernsehfilm)
- 1975: Die verlorene Ehre der Katharina Blum (Kinofilm nach Heinrich Böll)
- 1975: Die Insel der Krebse
- 1975: Das Messer im Rücken
- 1977: Die Kette (Fernsehzweiler)
- 1978: Tatort: Trimmel hält ein Plädoyer
- 1978: Der Alte – (Folge 22: Marholms Erben)
- 1979: Der Alte – (Folge 30: Teufelsbrut)
- 1980: Pygmalion (Fernsehfilm)
- 1980: Derrick – Die Entscheidung
- 1980: Der Alte – (Folge 46: Der Irrtum)
- 1981: Ein Fall für zwei – (Folge 3: Das Haus in Frankreich)
- 1981: Der Mann im Pyjama
- 1983: Der Alte – (Folge 66: Spuren eines Unsichtbaren)
- 1983: Die wilden Fünfziger (Kinofilm nach Johannes Mario Simmel)
- 1983: Die goldenen Schuhe (Fernseh-Miniserie, fünf Folgen)
- 1984: Der Alte – (Folge 83: Der Unbekannte im Spiel)
- 1983: Is was, Kanzler? (Buch: Jochen Busse)
- 1984: Mensch Bachmann (Fernsehserie, Folge Reisen, sehen, träumen)
- 1984: Tod eines Schaustellers (Fernsehfilm)
- 1984: Patrik Pacard (Jugendserie, sechs Folgen)
- 1984: Vor dem Sturm
- 1985: Schöne Ferien – Urlaubsgeschichten aus Singapur und Malaysien
- 1986: Das Traumschiff: Thailand
- 1986: Derrick – Naujocks trauriges Ende + Die Rolle seines Lebens
- 1986: Die Wächter (Fernsehserie, drei Folgen)
- 1986: Die Krimistunde (Fernsehserie, Folge 21, Episode: „Crime“)
- 1986: Die Schokoladenschnüffler
- 1987: Das Erbe der Guldenburgs
- 1987: Wer erschoss Boro? (Fernsehdreiteiler)
- 1987: Die Schwarzwaldklinik (Fernsehserie, drei Folgen)
- 1987: Weißblaue Weihnachten (Fernsehserie, vier Folgen)
- 1988: Crash (Fernsehspiel von Tom Toelle)
- 1988: Der Alte – (Folge 128: Um jeden Preis)
- 1989: Die Männer vom K3 – Diamanten machen Freude
- 1989: Der Alte – (Folge 138: Das Spiel ist aus)
- 1990: Derrick – Tödliches Patent
- 1990: Hotel Paradies (Fernsehserie, vier Folgen)
- 1990: SOKO 5113 – (Folge Ohne Gesicht)
- 1990: Der Alte – (Folge 156: Der leise Tod)
- 1991: Tassilo – Ein Fall für sich (Fernsehserie, Folge 100 Jahre Blickle)
- 1991: Insel der Träume – Zwillinge auf Leben und Tod
- 1991, 1992: Ein Heim für Tiere (Fernsehserie, 12 Folgen)
- 1992: Der Unschuldsengel (Fernsehfilm)
- 1992: Knastmusik (Fernsehserie, neun Folgen)
- 1994: Derrick – Gib dem Mörder nicht die Hand
- 1994: Ein unvergeßliches Wochenende – In Südfrankreich
- 1994: Der Fahnder – Picknick im See
- 1994: Matchball (Fernsehserie, sechs Folgen)
- 1994: Rosamunde Pilcher – Wilder Thymian
- 1994, 1995: Zwei Brüder (Fernsehserie,
Folgen Zwei Brüder und Die lange Nacht)
- 1994: Das Traumschiff – Dubai
- 1994: Weißblaue Wintergeschichten (Fernsehserie,
Folgen Ein Schlitten voller Glück, Wahre Freunde und Die zweite Chance)
- 1994: Ihre Exzellenz, die Botschafterin (Fernsehserie, 10 Folgen)
- 1995: Für alle Fälle Stefanie (Fernsehserie,
Folgen Auf Messers Schneide und Aus der Traum)
- 1995: Der Bergdoktor – Der Investor
- 1996: Anwalt Abel – Ein Richter in Angst
- 2002: Das Traumschiff – Chile und die Osterinseln
- 2002: Rosamunde Pilcher – Morgen träumen wir gemeinsam
- 2004: Inga Lindström – Die Farm am Mälarsee
- 2006: M.E.T.R.O. – Ein Team auf Leben und Tod (Fernsehserie,
Folgen Schwarze Organe und Begegnung mit Folgen)
- 2007: Inga Lindström – Emma Svensson und die Liebe